# Hajabusa (PC-308)
Hajabusa (PC-308) byla protiponorková hlídková loď Japonských námořních sil sebeobrany. Postavena byla v jediném exempláři. Ve službě byla od roku 1957. Roku 1978 byla přestavěna na jachtu pro VIP přepravu. Definitivně byla vyřazena 28. února 1987.

## Stavba
Plavidlo postavila domácí loděnice Mitsubishi Shipbuilding & Engineering v Nagasaki. Kýl lodi byl založen 23. května 1956 a trup byl na vodu spuštěn 20. listopadu téhož roku. Do služby byla loď přijata 10. června 1957.

## Konstrukce
Byl to první a jediný člun Japonských námořních sil sebeobrany poháněný plynovou turbínou. Vynutilo si to použití o metr širšího trupu, než jaký měly předchozí dvě třídy stíhačů ponorek Japonských námořních sil sebeobrany. Uprostřed trupu se nacházel velký komín pro turbínu s přívody vzduchu turbíny na obou stranách. Na zádi byl malý komínek pro diesely.
Člun nesl stejnou elektroniku a výzbroj jako předcházející japonské stíhače ponorek tříd Kamome a Kari. Byl vybaven námořním vyhledávacím radarem AN/SPS-5B (pracujícím v pásmu X), střeleckým radarem Mk.63 GFCS (Gun Fire Control System) a trupovým sonarem SQS-11A. Výzbroj představovaly dva 40mm kanóny Bofors Mk.1 ve dvouhlavňové lafetaci a jeden salvový vrhač hlubinných pum Mk.10 Hedgehog s 96 náložemi (celkem čtyři salvy). Doplňovaly jej dva vrhače hlubinných náloží typu 55 a dva spouštěče hlubinných pum typu 54. Oba byly umístěny na bocích zádě. Celkem pro ně bylo neseno 36 hlubinných pum.
Pohonný systém koncepce CODAG kombinuje dva diesely Mitsui/Burmeister & Wain 1222VBU-34V, každý o výkonu 2000 hp, pro ekonomickou plavbu s jednou původem japonskou plynovou turbínou Mitsubishi MUK-501 o výkonu 5000 hp. Lodní šrouby byly tři. Nejvyšší rychlost dosahovala 26 uzlů.

## Modernizace a služba

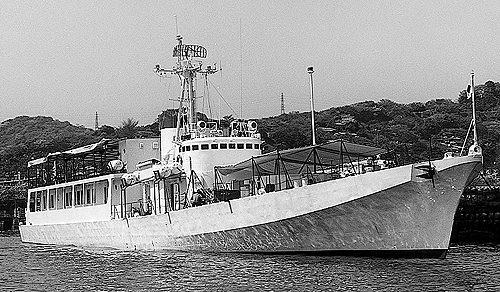
Hajabusa po úpravě na pomocnou loď

V roce 1970 byl poškozen centrální hřídel turbíny, a proto byla turbína v dubnu 1970 odstraněna.
Dne 1. října 1977 námořnictvo rozhodlo plavidlo přeměnit na pomocný člun pro přepravu VIP osob. Napomohla tomu i širší paluba plavidla oproti jeho předchůdcům. Přestavba proběhla v letech 1977–1978 v loděnici Yokohama Yacht v Jokohamě. Mimo jiné byly odstraněny zbraně a zásadně byla zvětšena nástavba. Do služby se plavidlo vrátilo 20. dubna 1978 jako pomocná loď Hajabusa (ASY-91). Její novou hlavní základnou se stala Jokosuka. Dne 28. února 1987 byla Hajabusa definitivně vyřazena.